# Entosphenus
Entosphenus – rodzaj bezżuchwowca z rodziny minogowatych (Petromyzontidae). Wcześniej był klasyfikowany w randze podrodzaju w obrębie Lampetra. Przedstawiciele tego rodzaju mają 2 płetwy grzbietowe. Część z nich prowadzi pasożytniczy tryb życia.

## Występowanie
Wszystkie gatunki występują w wodach zachodniej części Ameryki Północnej, a jeden również w Azji.

## Systematyka

### Etymologia
Entosphenus: gr. εντος entos „wewnątrz, w środku”; σφην sphēn, σφηνος sphēnos „klin”.

### Klasyfikacja
Gatunki zaliczane do tego rodzaju:
- Entosphenus folletti Vladykov & Kott, 1976
- Entosphenus lethophagus (Hubbs, 1971)
- Entosphenus macrostoma (Beamish, 1982)
- Entosphenus minimus (Bond & Kan, 1973)
- Entosphenus similis Vladykov & Kott, 1979
- Entosphenus tridentatus (Richardson, 1836) – minóg trójzębny[7]